# Établissement pénitentiaire pour mineurs

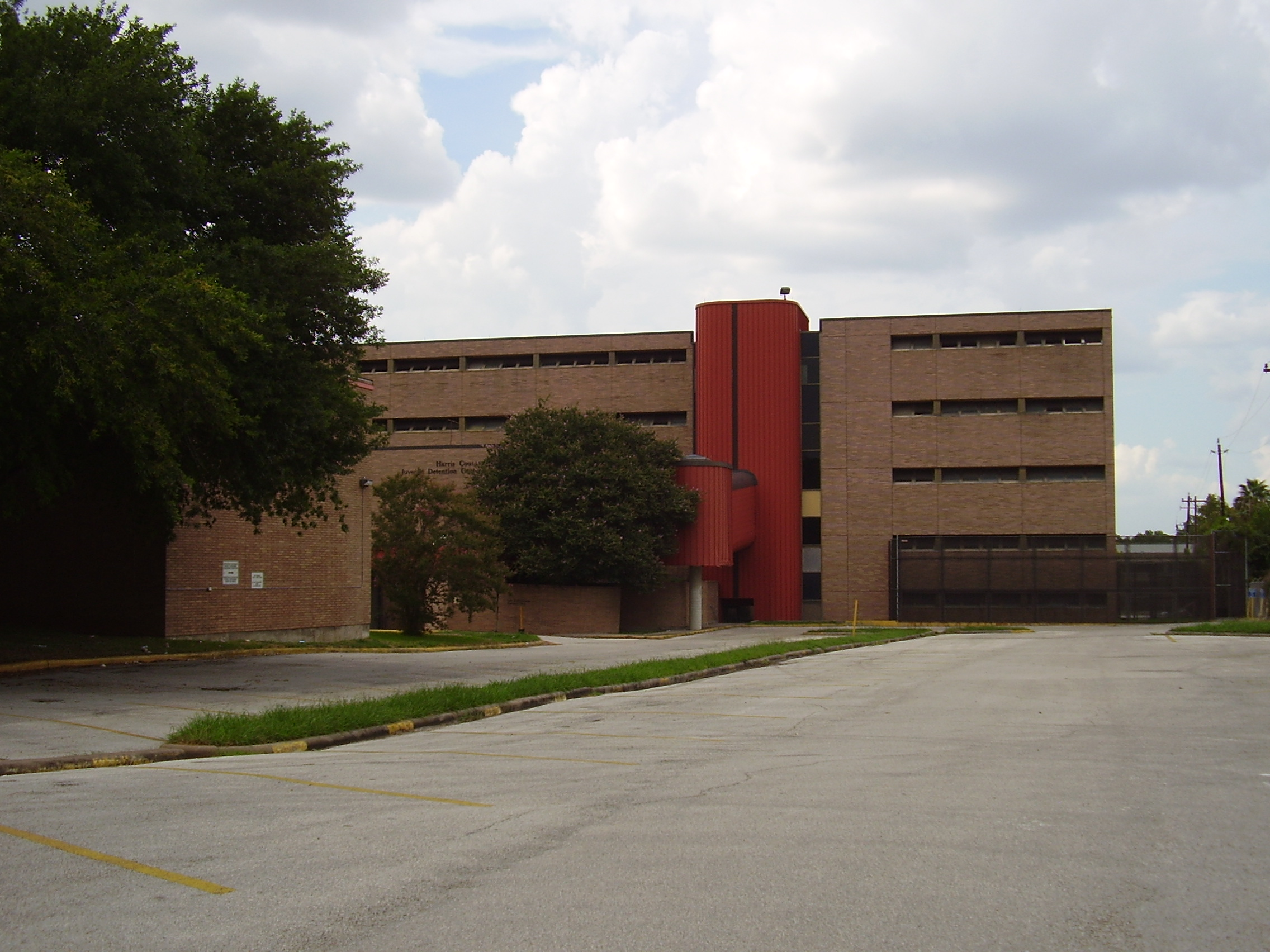
Centre de détention pour mineurs.

Un établissement pénitentiaire pour mineurs (EPM) est une prison destinée aux individus n’ayant pas atteint la majorité. 

## Histoire

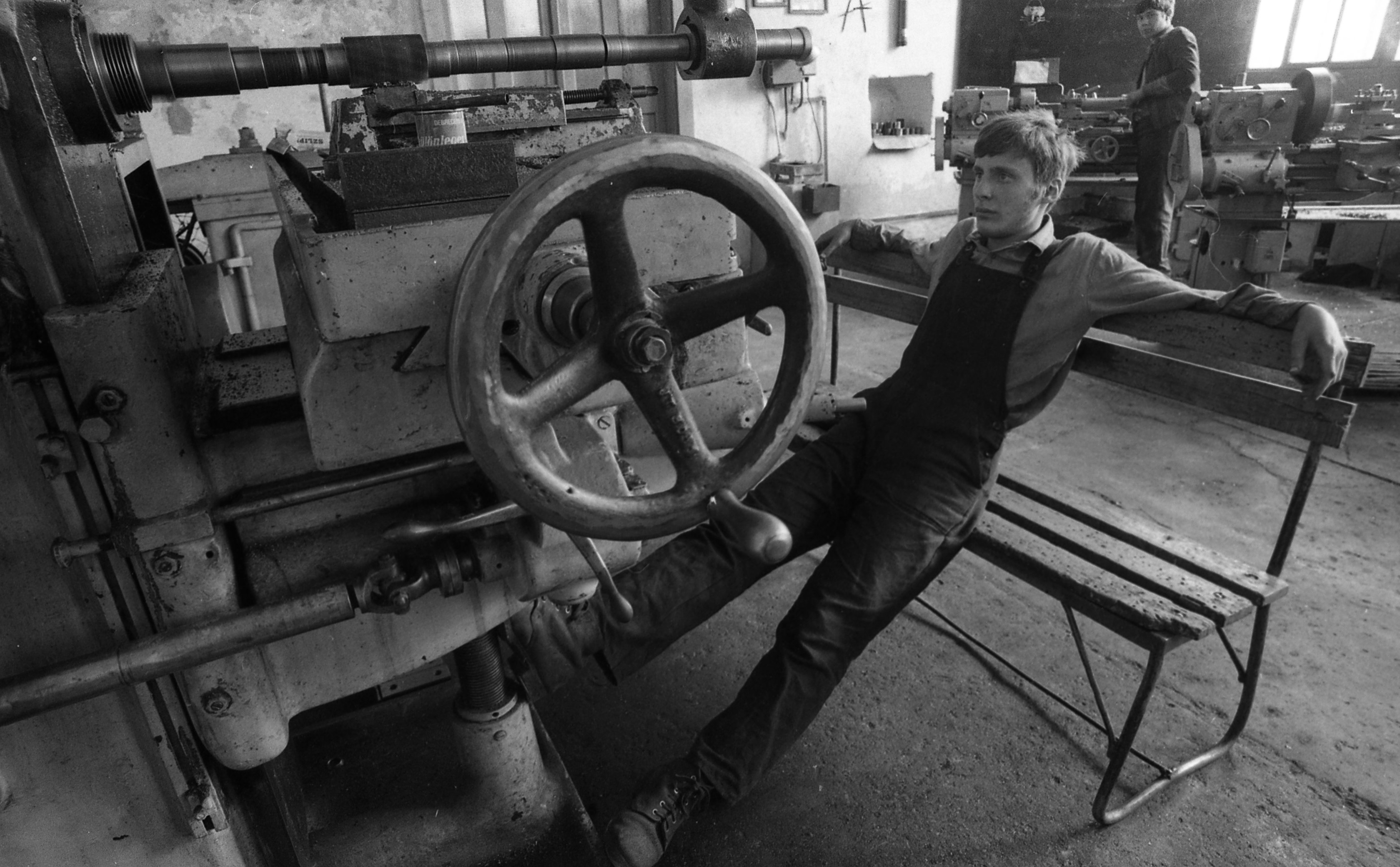
Maison de correction à Aszód en 1975.

Les premiers établissements pénitentiaires créés spécialement pour les mineurs sont apparus en Angleterre au XIXe siècle. Ils ont été fondés avec l'idée d'éduquer plutôt que de punir. Dans ces centres, les mineurs étaient forcés de faire des exercices militaires, de suivre des formations industrielles et agricoles et de prendre des cours de morale et de religion. Des institutions similaires pour les garçons sont également apparues aux États-Unis au milieu du XIXe siècle, et pour les filles à partir du XXe siècle. Dans la première décennie du XXe siècle, des formes plus militarisées, les boot camps, ont été créées aux États-Unis.

## Architecture et design
Pour Matthew Dwyer et Sanne Oostermeijer, la prison pour mineurs idéale doit être construite à petite échelle et être reliée à la communauté locale.

## Psychologie
L'ennui est un aspect central de la vie au sein des prisons pour mineurs. Les jeunes ne se lient d'amitié qu'avec quelques personnes, dans les contextes où ils et elles se sentent le plus en sécurité, et les rapports sociaux entre personnes incarcérées sont souvent très codifiés, avec la constitution de bandes.
Dans les établissements carcéraux pour la jeunesse, les filles sont particulièrement soumises à un contrôle de leur sexualité. Les garçons qui grandissent en prison construisent leurs masculinité de manière différente, en s'adaptant à la violence et aux attentes au sein des établissements.
Les employés des prisons pour mineurs sont souvent dans une position ambiguë, se trouvant à la fois obligés de fournir une empathie, un travail émotionnel éducatif, et d'exercer une autorité coercitive.

## Débats sur la pertinence de la séparation des détenus par catégories d'âge
Hedi Viterbo émet cinq critiques à l'encontre de la séparation entre prisons pour mineurs et pour adultes:
1. cette séparation reposerait sur une vision essentialiste de l'enfance ;
2. elle supposerait que les prisonniers adultes seraient en fin de compte davantage coupables et donc à traiter plus durement ;
3. la séparation permet au système carcéral de se présenter comme un projet humaniste ;
4. les prisons pour mineurs, en prétendant protéger les détenus mineurs des violences des détenus adultes, minimisent les violences exercées par les pairs et par le personnel carcéral ;
5. la séparation des adultes et des enfants sert souvent à couper les liens inter-générationnels entre les membres de communautés opprimées.

Pour Hernán Carvente-Martinez, l'isolement vécu au sein des prisons pour mineurs empêche la maturation des jeunes et augmente leur ressentiment.

## Par pays

### En France
Il existe 6 EPM en France situés à Orvault (44), Quiévrechain (59), Lavaur (81) , Porcheville (78), Marseille (13), Meyzieu (69). Le principe de ces lieux de détention indépendants des établissements pour majeurs a été prévu par le loi "Perben 1" de 2002, et ouverts progressivement à partir de 2006, après avoir été construits ex nihilo.

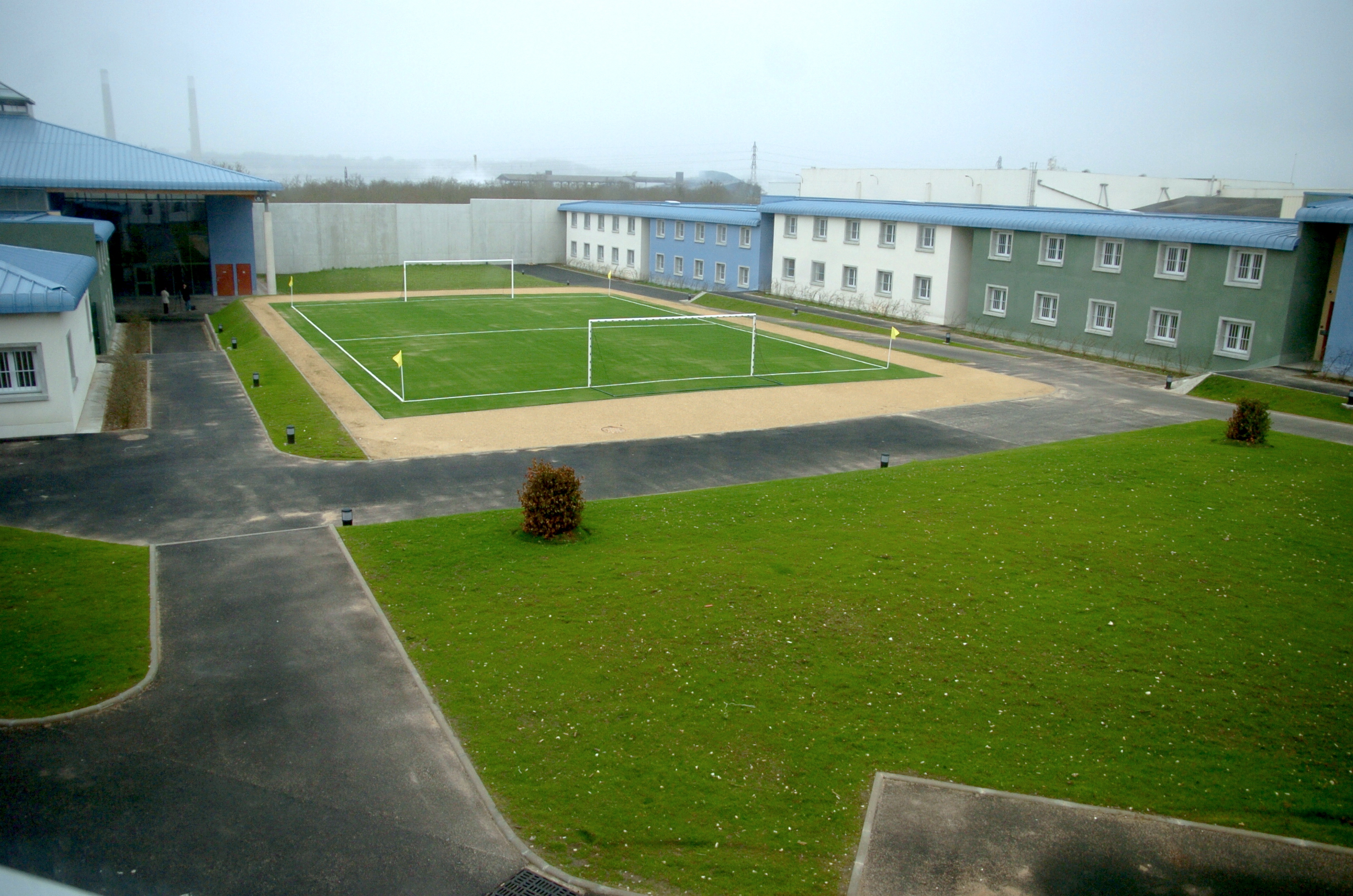
Cour intérieure de l'établissement pénitentiaire pour mineurs de Porcheville, le 1er avril 2008 avant son ouverture.

Les EPM réunissent 3 administrations en leur sein. L'administration pénitentiaire (AP) gère la détention et pilote l'établissement. La Protection judiciaire de la jeunesse intervient en matière de suivi éducatif des mineurs, dans la vie carcérale et pour la préparation à la sortie. L'Éducation nationale (EN) intervient pour la scolarisation des mineurs détenus. A cela s'ajoute la présence d'une antenne dépendant de l'hôpital public, dispensant un suivi et des soins en matière somatique (UCSA) et psychique (SMPR).
Les EPM sont subdivisés en 6 unités qui comportent 10 cellules chacune et un espace collectif destiné à la prise des repas collective et les activités de loisir. Ils sont également équipés d’une salle de sport et d’un quartier disciplinaire (une cellule). Un surveillant et un éducateur forment un « binôme » pour accompagner les jeunes détenus au quotidien au sein de chaque unité, en dehors des périodes de scolarité. Des ateliers sont prévus pour accueillir des activités culturelles ou artisanales proposées par des intervenants extérieurs.
Les EPM peuvent accueillir jusqu’à 60 détenus, dans des cellules individuelles, cette capacité limitée étant toujours respectée (pas de surpopulation possible). Les EPM ne sont pas mixtes à l’exception de celui de Meyzieux près de Lyon où quelques filles sont incarcérées. La durée d’incarcération moyenne des mineurs de ce 3,5 mois.

### En Pologne
Voir Prisons pour mineurs en Pologne (pl)